# Penguin Island (Szetlandy Południowe)
Penguin Island (Wyspa Pingwinia, znana również jako: Georges Island, Île Pingouin, Isla Pingüino i Penguin Isle) – wyspa o wymiarach 1,4 na 1,7 km, leżąca po południowej stronie Wyspy Króla Jerzego w archipelagu Szetlandów Południowych. Wyspa odkryta została w styczniu 1820 przez brytyjską ekspedycję pod dowództwem Edwarda Bransfielda i nazwana Pingwinią z powodu znajdującej się na niej licznej kolonii pingwinów.
Penguin Island jest wyspą wulkaniczną, którą utworzył stratowulkan; jego główny stożek to Deacon Peak, jego ostatnia erupcja miała miejsce około 1850 roku. Ostatni zaobserwowany wybuch pochodził z bocznego krateru, maaru Petrel Crater i miał miejsce w 1905.